# 克氏青脂鯉
克氏青脂鯉，為輻鰭魚綱脂鯉目脂鯉亞目脂鯉科的其中一個種。分布於南美洲巴西阿里普阿南河及马代拉河上游流域，體長可達2.8公分，棲息在底中層水域，生活習性不明，可作為觀賞魚。